# Polexima
Polexima es un género de escarabajos de la familia Chrysomelidae. En 1903 Weise describió el género. Esta es la lista de especies que lo componen:
- Polexima africana (Jacoby, 1899)
- Polexima angolensis (Laboissiere, 1931)
- Polexima antennalis (Weise, 1903)
- Polexima bicolor (Jacoby, 1906)
- Polexima bifasciata (Jacoby, 1899)
- Polexima borlei (Laboissiere, 1931)
- Polexima carinata (Weise, 1912)
- Polexima citernii (Jacoby, 1899)
- Polexima coxalis (Jacoby, 1899)
- Polexima curvicornis (Jacoby, 1894)
- Polexima dichroa (Laboissiere, 1931)
- Polexima discoidalis (Jacoby, 1895)
- Polexima dohertyi (Jacoby, 1894)
- Polexima elongatula (Weise, 1903)
- Polexima fasciata (Weise, 1922)
- Polexima imcomta (Weise, 1903)
- Polexima jacobyi (Weise, 1922)
- Polexima kraatzi (Weise, 1903)
- Polexima laevipennis (Jacoby, 1903)
- Polexima livingstoni (Jacoby, 1899)
- Polexima longicornis (Jacoby, 1903)
- Polexima lukunguensis (Jacoby, 1899)
- Polexima marica Laboissiere, 1931
- Polexima minor (Weise, 1903)
- Polexima monstrosa (Jacoby, 1899)
- Polexima nigricollis (Jacoby, 1907)
- Polexima occipitalis (Jacoby, 1906)
- Polexima pallipes (Laboissiere, 1940)
- Polexima ruficollis (Laboissiere, 1931)
- Polexima sjoestedti (Weise, 1909)
- Polexima submetallica (Jacoby, 1896)
- Polexima suturalis (Duvivier, 1885)
- Polexima tenella (Weise, 1903)
- Polexima varicornis (Jacoby, 1903)
- Polexima verticalis (Laboissiere, 1931)